# Carolyn Bryant
Carolyn Bryant Donham, née Madge Carolyn Holloway le 23 juillet 1934 au Mississippi et morte le 25 avril 2023 à Westlake (Louisiane), est une Américaine blanche dont la plainte pour manque de respect est à l'origine du kidnapping et du meurtre sauvage de Emmett Till, un adolescent noir américain tué en 1955. Elle n'a jamais été inculpée.

## Biographie

### Enfance, éducation et débuts
Carolyn Bryant est la fille d'un gestionnaire de plantation et d'une infirmière. Elle est née le 23 juillet 1934 au Mississippi. Elle est tenancière du magasin de son mari, Roy Bryant,. Ils ont 2 garçons, Roy Bryant Jr. et Thomas Lamar Bryant, nés en 1951 et 1953 et vivent dans un réduit de deux pièces derrière leur magasin,. Son mari travaille comme chauffeur de camion avec son demi-frère et comeurtrier J.W. Milam.

### Parcours
En 2008, elle reconnait avoir menti au procès.
En 2022, un jury renonce à l’inculper de complicité dans ce crime.
En avril 2023, elle meurt à l'âge de 88 ans.
Elle est l'auteure des mémoires I am more than a wolf whistle. Ces mémoires devaient à l'origine être publiés en 2036.

### Vie privée
Elle divorce de son compagnon,, se remarie deux fois et aurait d'autres enfants après son divorce. Son premier fils meurt à l'age de 43 ans.